# 許進 (明朝)
許進（1437年—1510年），字季升，號東崖，河南河南府陝州靈寶縣人，明朝政治人物，成化丙戌進士，官至吏部尚書。

## 生平

### 成化年間
天順六年（1462年）壬午科河南鄉試舉人，成化二年（1466年）丙戌科進士。授監察御史，按察甘肅、山東等地，有所聲聞。當時，遼東巡撫陳鉞在遼東激變軍隊，被監察御史強珍彈劾，許進亦率領同官爭論。汪直大怒，結果強珍下獄，汪直還摘錄許進在其他奏摺中的錯字，導致许进幾乎被廷杖打死。三年考核期滿，许进升任山東按察司副使，在任期間辨別疑案，人稱神明。巡視遼東，因事連坐下詔獄。明孝宗繼位後釋歸。

### 弘治年間
弘治元年（1488年）升廣西按察使。同年升都察院右僉都御史、巡撫大同。蒙古達延汗因久不通貢，遣使一千五百餘人款關，許進以便宜行事而接納。之後他向朝廷請奏，詔許五百人至京師。當時屢次有寇亂進犯邊界，許進被彈劾，孝宗置之不問。弘治三年（1490年），蒙古軍再次窺邊，許進整軍準備。新寧伯譚祐率領京軍援助，達延汗只好率部撤退。隨後又乞通貢，許進再次請求，孝宗許可。當時，大同的部隊兵強馬壯，邊防設施修整完好。當時貢使每至關，都下馬脫弓矢入館，俯首聽命，不敢大聲喧嘩。然而許進卻與分守中官石巖相互彈劾，石巖被徵還，許進降為兗州府知府。
弘治七年（1494年）升陝西按察使。吐魯番可汗速檀阿黑麻攻陷哈密，俘虜忠順王陝巴逃去，并派其將領牙蘭守衛。兵部尚書馬文升稱，收復哈密的人非許進不可，於是舉薦許進為右僉都御史、巡撫甘肅。次年許進抵達鎮守，對諸位將領稱：“這群小人乘風轉舵，稱我們不敢深入邊疆。但堂堂天朝不能向塞外發一個箭，又何以安慰邊疆百姓。”然而諸位將領仍然以為此事很難。於是獨自與總兵官劉寧商議，與小列禿深交，由小列禿率領四千騎兵進剿，殺死數百人，但小列禿中流矢身亡。小列禿與吐魯番世代為仇，其死後，小列禿之子卜六阿歹更加憤怒，於是許進再與卜六阿歹深交，由其切斷道路，不讓敵軍東援牙蘭，并重犒赤斤、罕東等地土官，命其出兵助討。同年十一月，副將彭清以精騎千五百出嘉峪關前行，劉寧與中官陸誾統二千五百騎後繼。白天後，各部隊均在乜川會合。當天日暮大風揚沙，軍士寒慄僵臥。許進出帳外犒勞軍士，當時有烏鴉悲鳴，將士多有哭泣。許進慷慨道：「男兒報國，死沙場幸耳，何泣為！」將士均感到振奮。當夜風停，大雪下落，番兵俱集，惟罕東兵未至，眾人欲待之。許進稱「潛師遠襲，利在捷速，兵已足用，不須待也。」到天明後，部隊冒雪前進。六天後行至哈密城下，牙蘭早已率先逃離，只有少數在抵抗。官軍四面並進，攻佔城池，并獲陝巴妻女。敵軍退守土剌，明軍無法攻下，於是問俘虜，稱其都是被牙蘭所劫的哈密人。許進於是下令不再攻擊，并停止剿殺，改派使者撫諭招降。探到牙蘭所向後，分別鎮守要害地方。并上疏請懷輯罕東諸衛增援，散吐魯番黨與，孤立其勢力，遂班師回朝。錄功，加右副都御史。次年，改任陝西巡撫，歷戶部左侍郎。弘治十三年（1500年），火篩大舉犯大同，邊將屢敗。敕令許進與太監金輔、平江伯陳銳率京軍抵禦，無功而返。言官劾金輔等人，許進於是致仕歸里。

### 正德年間
明武宗繼位，起用許進為兵部左侍郎，提督團營。正德元年（1506年），代劉大夏為兵部尚書，半年後改吏部尚書，正德二年（1507年）加太子少保。許進以才見用，能任人，性通敏。劉瑾擅政時，許進多虛與委蛇，但最終仍使得劉瑾不悅。當時許進剛總督團營，與劉瑾同事。每次參閱操練，其談笑指揮，意度閑雅，均使得劉瑾和諸位將領佩服。一日操練結束，許進忽然叫三個校尉前來，并各自行杖數十下。劉瑾問其緣故，許進拿出權貴給這些校尉寫的托請書信。劉瑾表面讚賞，心中卻不悅。至此其欲以劉宇取代許進。焦芳因為升遷請求不得，亦排擠許進。正德三年（1508年），南京刑部郎中位置空缺，正好未有正式任命的員外郎，於是其按舊例以代理事務的兩名主事上報。劉瑾認為不可，於是與許進在武宗前爭議，後不得已請罪辭職。不久，因為任用雍泰而受連坐削籍。其兩子許誥、許讚時任翰林，均被罰款并調任外職。不久，其與劉健等六百七十五人官員，一併被追回當初皇帝授職誥命。劉瑾又致使他在大同時籍軍出雇役錢，意圖陷害沒收家產。正德五年（1510年），劉瑾伏誅，武宗擬起用許進，但其已經去世。嘉靖五年（1526年），諡襄毅。

## 著作
有《平番始末》1卷、《東崖集》、《憲臺議》。

## 家族
- 許法光（二十七世祖）
- 許九（高祖父）
- 許仕信（曾祖父）
- 許實（祖父）
- 許聚（父）、張本（岳父）
- 許詔、許誥、許讚、許記、許詩、許詞、許誌、許論（子）
- 許儒、許佲、許俌、許儆、許僴、許倓（孫）
- 許浩然（曾孫）、許達胤（玄孫）